# جورج توماس (بازیکن فوتبال)
جورج توماس (انگلیسی: George Thomas؛ زادهٔ ۲۴ مارس ۱۹۹۷) بازیکن فوتبال اهل بریتانیا است.
از باشگاه‌هایی که در آن بازی کرده‌است می‌توان به باشگاه فوتبال یئوویل تاون و باشگاه فوتبال کاونتری سیتی اشاره کرد.